# حارة التلاحم (صنعاء)
حارة التلاحم هي إحدى حارات حي معين بمديرية معين إحد مديريات العاصمة اليمنية صنعاء، بلغ تعداد سكانها 2508 نسمة حسب تعداد اليمن لعام 2004.